# Distrito de Huaro
El distrito de Huaro es uno de los doce que conforman la provincia de Quispicanchi, ubicada en el departamento del Cuzco, en el Sur del Perú. 
La provincia de Quispicanchi, desde el punto de vista jerárquico de la Iglesia Católica, pertenece a la Arquidiócesis del Cusco.

## Historia
El distrito fue creado mediante Ley n.º 11863 del 26 de septiembre de 1952, dado en el gobierno del Presidente Manuel A. Odría.

## Geografía
Su capital, el pueblo de Huaro, que se ubica a 3.162 m s. n. m. Se ubica la Laguna Qoyllurumana.

## Autoridades

### Municipales
- 2019 - 2022
- Alcalde: BERNARDINO CUTIRE MAMANI
- Regidores:
- Vladimir Edgard Humpire Huarcaya, Juana Almiron Ccasa, Anali Ventura Quispe, Lidia Prudencio Campo, y Daniel Fernanado Salas Vizcarra
- 2015 - 2018[2]
  - Alcalde: BERNARDINO CUTIRE MAMANI, del Movimiento ACUERDO POPULAR UNÍFICADO (APU).
  - Regidores:  Vladimir Edgard Humpire Huarcaya, Juana Almiron Ccasa, Anali Ventura Quispe, Lidia Prudencio Campo, y Daniel Fernanado Salas Vizcarra

### Religiosas
- Párroco de San Juan Bautista: R.P. Oscar Morelli Muller, S.J.

## Festividades
- San Hilarión (Canincunca-Huaro)
- festividad de la Virgen Purificada- Canincunca-Huaro
- Sara Raymi Huaro
- Peregrinación en la Octava del Señor de Qoyllurit'i del Distrito de Huaro- provincia de Quispicanchi. denominada también como el Huch'uy Qorpus por comunidades de Ocongate, Ccarhuayo y Ccatcca y Marcapata
- Festividad de la virgen del Carmen denominada como Waroq Fiesta
- Feltival del Pan Huaro

## Lugares de interés
- Iglesia de San Juan Bautista de Huaro.[3]
- Capilla de la Virgen Purificada de Canincunca.[4]